# Milkybar
Milkybar foi um chocolate de textura fofa fabricado pela Nestlé brasileira. Foi introduzido ao mercado em 1992, à época como novo batismo do Lollo por imposição da matriz suíça da empresa - apesar de Milkybar designar no exterior o chocolate branco vendido no Brasil como Galak. A receita mudou com o passar do tempo. Em 2011, o chocolate parou de ser fabricado, sendo disponível apenas em miniatura na caixa Especialidades. Em 2012, a marca antecessora de Milkybar (Lollo) retornou ao mercado com a qualidade da mesma.